# Rosa lucieae
Rosa wichuraiana là loài thực vật có hoa trong họ Hoa hồng. Loài này được Franch. & Rochebr. ex Crép. miêu tả khoa học đầu tiên năm 1871.

## Hình ảnh

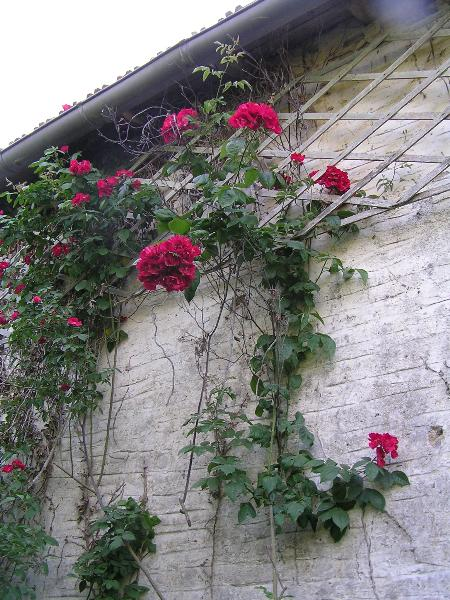
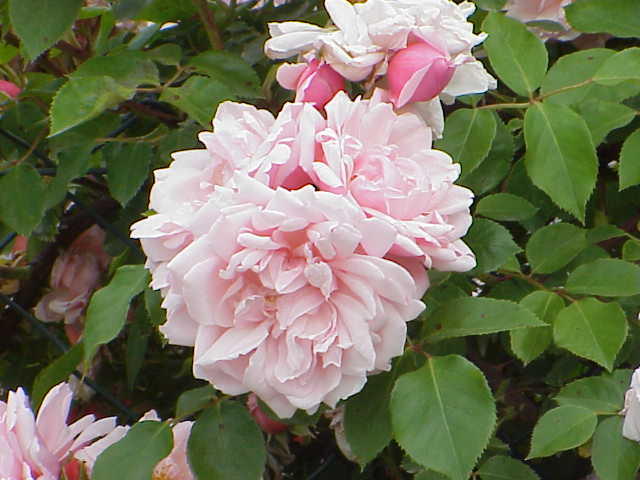
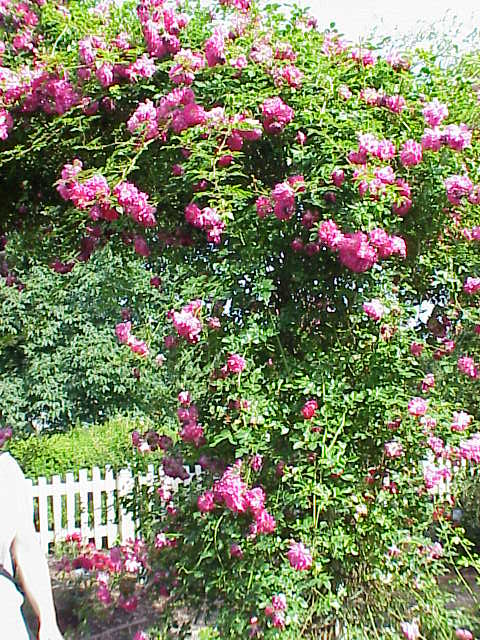
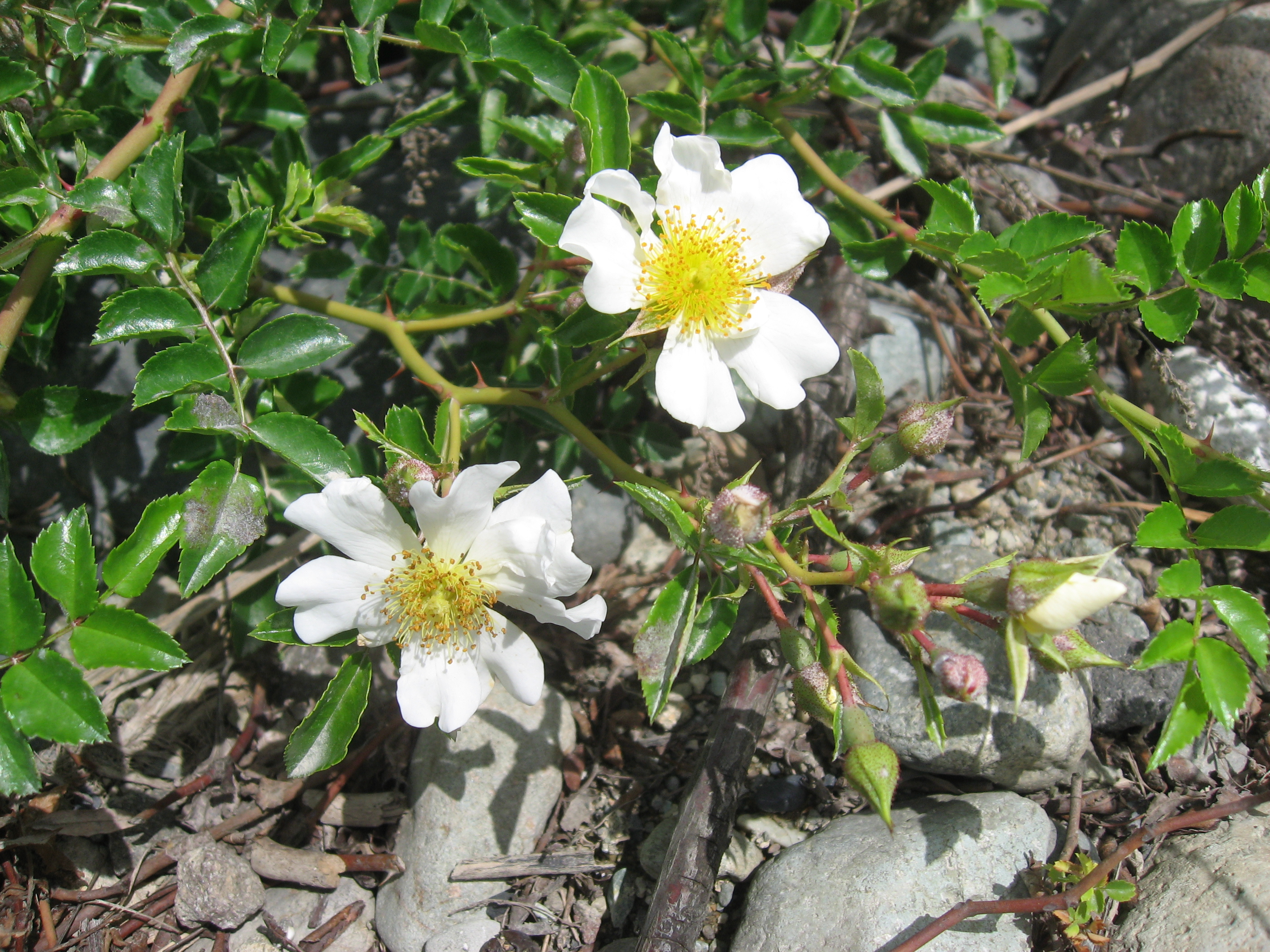